# القرية (فرع العدين)

تعديل مصدري - تعديل

القرية محلة تابعة لقرية الرمادي، التابعة لعزلة الاخماس بمديرية فرع العدين إحدى مديريات محافظة إب في الجمهورية اليمنية، بلغ تعداد سكانها 141 حسب تعداد اليمن لعام 2004.